# Green Bay Gamblers
Green Bay Gamblers är ett amerikanskt juniorishockeylag som spelar i United States Hockey League (USHL) sedan 1994 när laget grundades. De spelar sina hemmamatcher i Resch Center, som har en publikkapacitet på 8 709 åskådare vid ishockeyarrangemang, i Green Bay i Wisconsin. Gamblers har vunnit Anderson Cup, som delas ut till det lag som vinner USHL:s grundserie, sex gånger (1995–1996, 1996–1997, 1999–2000, 2008–2009, 2009–2010, 2011–2012) och fyra Clark Cup (1995–1996, 1999–2000, 2009–2010, 2011–2012), som delas ut till det lag som vinner USHL:s slutspel.
De har fostrat spelare som Stu Bickel, Justin Braun, Adam Burish, Ryan Carter, Ty Conklin, Joey Crabb, Austin Czarnik, Jeremy Dehner, Jeff Finger, Eric Gryba, Matt Greene, Nate Guenin, Nick Jensen, Markus Lauridsen, Anders Lee, Brendan Lemieux, Dakota Mermis, Gustav Olofsson, Tom Preissing, Jordan Schmaltz, Nick Schmaltz, Mike Sislo, Tim Stapleton, Andy Welinski, Blake Wheeler och Christian Wolanin.